# Tư Mã Tiêu Nan
Tư Mã Tiêu Nan (chữ Hán: 司马消难, ? – ?), tên tự là Đạo Dung, người huyện Ôn, quận Hà Nội , là quan viên các nước Bắc Tề, Bắc Chu của Bắc triều, nước Trần của Nam triều trong giai đoạn cuối đời Nam Bắc triều (đôi khi được gọi là Hậu Tam Quốc) trong lịch sử Trung Quốc. Ông là con rể của quyền thần Cao Hoan nhà Đông Ngụy, và là cha vợ của Bắc Chu Tĩnh đế.

## Xuất thân
Cha ông là Tư Mã Tử Như – bạn thuở thiếu thời và thủ hạ được sủng tín của quyền thần Cao Hoan nhà Đông Ngụy – làm đến Thượng thư lệnh. Vợ Tiêu Nan là một trong những người con gái (không rõ tên, thứ tự) của Cao Hoan.
Tiêu Nan từ nhỏ thông minh, độc khắp kinh sử, hay khoe khoang bản thân, mong được nổi tiếng. Khi Tư Mã Tử Như đang lúc quý thịnh, Tiêu Nan có nhiều tân khách, giao du với bọn Hình Tử Tài, Vương Nguyên Cảnh, Ngụy Thu, Lục Ngưỡng, Thôi Chiêm. Tiêu Nan ban đầu làm Trước tác lang; trải qua các chức vụ Trung thư, Hoàng môn lang, Quang lộc thiếu khanh; sớm được bái Phò mã đô úy, Quang lộc khanh, ra làm Bắc Dự Châu thứ sử.

## Cuộc đời và sự nghiệp
Bắc Tề Văn Tuyên đế về cuối đời trở nên âm trầm, bạo ngược. Tiêu Nan luôn tính kế bảo toàn, uốn mình thu lấy lòng người, dần được trăm họ ủng hộ. Tiêu Nan chẳng tiếc tiền của vì mưu đồ riêng, không thể liêm khiết, nên bị ngự sử đàn hặc, còn bị vợ mình tố cáo. Gặp lúc Văn Tuyên đế ở Tịnh Châu, sai người chạy dịch trạm về Nghiệp Thành triệu Thượng Đảng vương Cao Hoán, Hoán sợ bị hại, chém sứ giả bỏ trốn. Quan quân tìm bắt Cao Hoán, gây rối loạn Nghiệp Thành, sau đó bắt được ông ta ở Tế Châu. Khi Hoán mới bỏ trốn, quan viên trong triều ngờ ông ta chạy đi Thành Cao, nói rằng: "Nếu Hoán với Tư Mã Bắc Dự liên kết, ắt là nỗi lo của nước nhà." Lời này đến tai của Văn Tuyên đế, khiến Tiêu Nan càng sợ, bí mật lệnh cho thân tín là Bùi Tảo lẻn vào Quan Trung, xin hàng Bắc Chu.
Sau khi về tây, Tiêu Nan được phong Huỳnh Dương quận công, dần thăng đến Đại tư khấu. Theo Bắc Chu Vũ đế đánh Tề, trở về được trừ chức Lương Châu tổng quản. Năm 579, thời Tĩnh đế, được thăng Đại hậu thừa; con gái được làm hoàng hậu. Sau đó được ra làm Vân Châu tổng quản.
Năm 580, Tiêu Nan nghe tin Thục công Uất Trì Quýnh phản kháng phụ chính đại thần Dương Kiên, bèn dấy binh hưởng ứng. Tiêu Nan lấy bọn Khai phủ Điền Quảng làm tâm phúc, giết bọn Tổng quản trưởng sử Hầu Mạc Trần Cảo, Vân Châu thứ sử Thái Trạch hơn 40 người. Phạm vị quản hạt của Tiêu Nan gồm 9 châu, Vân, Tùy, Ôn, Ứng, Thổ, Thuận, Miện, Hoàn, Nhạc, 8 trấn Lỗ Sơn, Tắng Sơn, Độn Dương, Ứng Thành, Bình Tĩnh, Vũ Dương, Thượng Minh, Vân Thủy đều đi theo ông. Tiêu Nan sai con trai là Tư Mã Vịnh làm con tin ở nước Trần để cầu viện. Dương Kiên lấy Tương Châu tổng quản Vương Nghị làm nguyên soái, phát Tương binh đi đẹp. Tháng 8 ÂL, Tiêu Nan nhắm không thể địch nổi, nhân đêm tối đem bộ hạ chạy sang nhà Trần, được Trần Tuyên đế cho làm đô đốc 9 châu 8 trấn, Xa kỵ tướng quân, Tư không, Tùy quận công.
Năm 589, nhà Tùy diệt nhà Trần, Tiêu Nan bị giải về kinh sư, được đặc biệt miễn chết, phối vào nhạc hộ, sau hai tuần lại được miễn. Tiêu Nan mất ở nhà trong yên lành, không rõ khi nào.

## Mối quan hệ với họ Dương
Khi xưa Tiêu Nan xin hàng, Bắc Chu Vũ đế sai cha của Dương Kiên là Dương Trung đi đón. Tuy Tiêu Nan không thể đúng hẹn, nhưng Dương Trung không hề sợ hãi rút lui, mà còn thâm nhập lãnh thổ Bắc Tề, đón được Tiêu Nan. Vì thế hai người kết làm anh em, tình nghĩa rất nồng hậu; Dương Kiên gặp Tiêu Nan đều hành lễ như cháu với chú. Tùy Văn đế không nỡ giết Tiêu Nan, phối vào nhạc hộ ít lâu rồi lại miễn; về sau xét tình nghĩa cũ, còn cho dẫn kiến ông.

## Gia đình
Vợ cả của Tiêu Nan là con gái của Cao Hoan, hai người có với nhau ít nhất ba con trai. Khi còn ở Nghiệp Thành, Tiêu Nan rất kính trọng Cao thị, nhưng sau khi ra Bắc Từ Châu thì không hòa hợp, đến mức Cao thị tố cáo chồng tham ô, trở thành một trong những lý do khiến ông đầu hàng Bắc Chu. Cả nhà vào Quan Trung, Tiêu Nan ghẻ lạnh Cao thị, nhận chức tại Vân Châu thì bỏ mẹ con Cao thị ở lại kinh sư. Cao thị nói với Dương Kiên rằng: "Huỳnh Dương công tính hay dối trá thay lòng, sủng ái mà đem theo người mới, không quan tâm đến vợ con, xin hãy đề phòng ông ta." Đến khi Tiêu Nan chạy sang nhà Trần, mẹ con Cao thị được miễn chết.
Con trai trưởng của Tiêu Nan là Tư Mã Đàm, do Cao thị sanh ra, nhờ công huân của Tiêu Nan, được bái làm Nghi đồng đại tướng quân, sau đó liên lụy Tiêu Nan làm phản mà bị trừ danh.
Một trong những người con gái của ông là Tư Mã Lệnh Cơ, hoàng hậu của Bắc Chu Tĩnh đế.

## Đánh giá
Sử cũ chép: Tiêu Nan tính tham dâm, tùy tiện làm việc, nên bị người đời gọi là kẻ phản phúc.